# Robin Hendrix
Pour les articles homonymes, voir Hendrix (homonymie).
Robin Hendrix (né le 14 janvier 1995 à Kapelle-op-den-Bos) est un athlète belge spécialiste de la course de fond et du cross-country.

## Biographie
Robin Hendrix remporte aux Championnats d'Europe de cross-country 2017 à Šamorín la médaille d'argent en cross espoir par équipes.
Il est médaillé d'argent du 5 000 mètres à l'Universiade d'été de 2019 à Naples.
Il remporte la finale du 3 000 mètres des Championnats de Belgique d'athlétisme en salle 2020 à Gand ; la même année, il est sacré champion de Belgique de cross court aux Championnats de Belgique de cross-country (en).
Il dispute le 5 000 mètres masculin aux Jeux olympiques d'été de 2020 à Tokyo, où il est éliminé en séries.
Il termine troisième du 5 000 mètres des Championnats de Belgique d'athlétisme 2023.
Lors des Championnats d'Europe de cross-country 2023 à Bruxelles, il remporte la médaille d'or en cross par équipes et la médaille de bronze en cross individuel.
Depuis juin 2021, il a un contrat avec Sportifs d'Élite à la défense en Belgique grâce auquel il peut se consacrer à plein temps sur une carrière professionnelle de coureur de fond.